# 11 Pułk Artylerii Górskiej (austro-węgierski)
Pułk Artylerii Górskiej Nr 11 (Gebirgsartillerieregiment Nr. 11) – pułk artylerii górskiej cesarskiej i królewskiej Armii.
Pułk został utworzony 1 marca 1913 roku. Sztab pułku razem z dywizjonem haubic stacjonował w Sarajewie, a dywizjon armat w Fočy na terytorium 15 Korpusu, natomiast kadra zapasowa w Stanisławowie na terytorium 11 Korpusu, z którego otrzymywał rekruta. 
W 1914 pułk wchodził w skład 2 Brygady Artylerii Górskiej w Sarajewie.

## Żołnierze
- płk Ferdinand Wiedersperger von Wiedersperg – komendant pułku (od 1913[1])
- por. rez. Roman Rogoziński